# Muse Watson
Muse Watson (Alexandria, Luisiana, 20 de julio de 1948) es un actor de teatro, cine y televisión estadounidense.
Conocido por sus participaciones en películas hechas para televisión, entre ellas Blind Vengeance y Justice in a Small Town; y en las series de televisión American Gothic, The Young Indiana Jones Chronicles, Cold Case, Matlock, The Lazarus Man, JAG, Walker, Texas Ranger, NCIS, Criminal Minds y Prison Break.
En el año 2005, Watson apareció  en alrededor de 43 largometrajes como Sommersby, Something to Talk About, Assassins  Dead Birds, Rosewood, I Know What You Did Last Summer, From Dusk Till Dawn 2, I Still Know What You Did Last Summer, Austin Powers: The Spy Who Shagged Me y Songcatcher.

## Vida personal
Watson es un defensor de las personas con autismo y ha desempeñado un papel activo en la educación de las personas sobre el autismo. Es el presidente honorario de Stars for Autism, una organización sin fines de lucro incorporada en Battlefield, Missouri. Aparece en la promoción de videos de esa organización, www.Stars4Autism.com.
Escribió el prólogo de un libro para padres y maestros, titulado Stars in Her Eyes, Navigating the Maze of Childhood Autism, de la Dra. Linda Barboa y Elizabeth Obrey.